# Ромаріньйо (футболіст, 1993)
Ромаріо де Соуза Фарія Фільйо або просто Ромаріньйо (порт.-браз. Romário de Souza Faria Filho / Romarinho; нар. 20 вересня 1993, Барселона, Іспанія) — бразильський футболіст, нападник тарасівського ЮКСА. У 2015 році двічі виходив з лави запасних у складі «Васко да Гами» у матчах бразильської Серії A, але більшість кар'єри провів у нижчих дивізіонах чемпіонату Бразилії.

## Клубна кар'єра
Народився в іспанській Барселоні. У 2007 році приєднався до академії «Васко да Гами». 5 грудня 2012 року залишив клуб, а вже наступного дня приєднався до «Бразильєнсе».
Ромарінью дебютував в основному складі в сезоні 2013 року, відзначився голом у переможному (3:0) матчі Ліги Бразильєнсе проти «Бразілії». 5 січня 2015 року покинув «Бразильєнсе» й одразу ж повернувся до «Васко да Гама».
Дебютував у Серії А 29 серпня 2015 року, вийшов на заміну Хуліо дос Сантоса в програному (0:1) домашньому матчі проти «Фігейренсе».
Наприкінці 2015 року погодився провести наступний рік у «Цвайґен Каназавою» у Джей-лізі 2, й повернувся на батьківщину, де підписав контракт з «Макае» в Лізі Каріоки 2017. Зрештою, приєднався до «Тупі» наприкінці сезону в Серії C. Єдиним голом відзначився лише у Мінас-Жерайсі, що стало розрадою 9 вересня у програному (2:3) поєдинку проти «Брагантіно».
У грудні 2017 року підписав контракт з «Фігейренсе». Зіграв лише три матчі, 24 січня в переможному поєдинку Ліга Катаріненсе проти «Бруске». Незважаючи на його невелику кількість ігрового часу – частково через конкуренцію з Енаном – його контракт було продовжено до кінця року, завдяки чому взяв участь у футболці Альвінегро в Серії В.
У січні 2019 року повернувся в «Тупі». Три місяці по тому, завершивши Лігу Мінейро 2019 з вісьмома матчами та одним голом, підписав контракт з Марінгою з Серії D 2019.
9 грудня 2019 року повернувся до Санта-Катарини, де приєднався до «Жоінвілля» напередодні старту нового сезону чемпіонату штату.
У 2021 році перейшов до представника Ліги Гаушу з «Нову-Амбургу». Зіграв п'ять матчів у чемпіонаті штату, перш ніж 26 березня залишив команду з особистих причин.
У січні 2022 року підписав 1-річний контракт з Ікасою з Ліги Сеаренсе. Зіграв лише 25 хвилин й у березні розірвав угоду з клубом за взаємною згодою, перед початком сезону Серії D.
3 квітня 2025 року підписав контракт з ЮКСА. У футболці тарасівського клубу дебютував 13 квітня 2025 року в нічийному (0:0) домашньому поєдинку 2-го туру чемпіонського раунду Першої ліги України проти волочиського «Агробізнесу». Ромаріньйо вийшов на поле на 78-й хвилині замість свого співвітчизника Вави.

## Особисте життя
Батько Ромаріньйо, Ромаріу, також футболіст, який виступав на позиції нападника. Його також привели через молодіжну систему «Васко». У 2024 році, у віці 58 років, його батько відновив кар'єру та був зареєстрований як граючий президент «Америки» в Серії A2 Ліги Каріоки 2024 року, щоб грати разом з Ромаріньйо.

## Досягнення
«Бразильєнсе»
- Ліга Бразильєнсе
  -  Чемпіон (1): 2013

«Фігейренсе»
- Ліга Катаріненсе
  -  Чемпіон (1): 2018